# 奥田道昭
奥田 道昭（おくだ みちあき、1927年12月14日 - 2009年1月9日 ）は、日本の指揮者。

## 経歴
1927年北海道小樽市生まれ。田中秀雄にヴァイオリンを、高田信一に作曲を学び、1948年から東宝交響楽団（現東京交響楽団）ヴァイオリン奏者及び東京弦楽四重奏団員を経て、1954年東京交響楽団定期演奏会で指揮者としてデビュー。近衛秀麿、齋藤秀雄、渡邉暁雄に師事。
1959年-1963年日本フィルハーモニー交響楽団副指揮者を務めた。1964年以降はフリーの指揮者として、創生期の札幌交響楽団など各地のオーケストラや合唱団で指揮活動を行った。京都市立芸術大学、上野学園大学、東京音楽大学、日本大学芸術学部では講師を務めた。息子は音楽評論家の奥田佳道。
幻の名ピアニスト シドニー・フォスター録音集成の中に、1962年に奥田道昭が日本フィルハーモニー交響楽団を指揮して共演したライブ録音（シューマンのピアノ協奏曲）が残されている。